# Neffiès
Neffiès é uma comuna francesa na região administrativa de Occitânia, no departamento de Hérault. Estende-se por uma área de 10,92 km². Em 2010 a comuna tinha 1 072 habitantes (densidade: 98,2 hab./km²).